# Чемпіонат світу з футболу 2010 (кваліфікаційний раунд, УЄФА, група 4)
| М  | Команда     | І  | В | Н | П | МЗ | МП | РМ  | О  |
| -- | ----------- | -- | - | - | - | -- | -- | --- | -- |
| 1. | Німеччина   | 10 | 8 | 2 | 0 | 26 | 5  | +21 | 26 |
| 2. | Росія       | 10 | 7 | 1 | 2 | 19 | 6  | +13 | 22 |
| 3. | Фінляндія   | 10 | 5 | 3 | 2 | 14 | 14 | 0   | 18 |
| 4. | Уельс       | 10 | 4 | 0 | 6 | 9  | 12 | −3  | 12 |
| 5. | Азербайджан | 10 | 1 | 2 | 7 | 4  | 14 | −10 | 5  |
| 6. | Ліхтенштейн | 10 | 0 | 2 | 8 | 2  | 23 | −21 | 2  |

|             | Азербайджан | Фінляндія | Німеччина | Ліхтенштейн | Росія | Уельс |
| ----------- | ----------- | --------- | --------- | ----------- | ----- | ----- |
| Азербайджан | —           | 1 : 2     | 0 : 2     | 0 : 0       | 1 : 1 | 0 : 1 |
| Фінляндія   | 1 : 0       | —         | 3 : 3     | 2 : 1       | 0 : 3 | 2 : 1 |
| Німеччина   | 4 : 0       | 1 : 1     | —         | 4 : 0       | 2 : 1 | 1 : 0 |
| Ліхтенштейн | 0 : 2       | 1 : 1     | 0 : 6     | —           | 0 : 1 | 0 : 2 |
| Росія       | 2 : 0       | 3 : 0     | 0 : 1     | 3 : 0       | —     | 2 : 1 |
| Уельс       | 1 : 0       | 0 : 2     | 0 : 2     | 2 : 0       | 1 : 3 | —     |

## Результати
| 6 вересня 2008 15:00 UTC+1 |

| Уельс     | 1 — 0 | Азербайджан |
| --------- | ----- | ----------- |
| Воукс 83' |       |             |

| Мілленіум (стадіон), Кардіфф Глядачів: 17 106 Арбітр: Александар Ставрев (Македонія) |

| 6 вересня 2008 20:45 UTC+2 |

| Ліхтенштейн | 0 — 6 | Німеччина                                                                        |
| ----------- | ----- | -------------------------------------------------------------------------------- |
|             |       | Подольскі 21', 48' Рольфес 64' Швайнштайгер 65' Гітцльшпергер 75' Вестерманн 86' |

| Райнпарк (стадіон), Вадуц Глядачів: 6 021 Арбітр: Дуарте Гомес (Португалія) |

| 10 вересня 2008 19:00 UTC+4 |

| Росія                               | 2 — 1 | Уельс     |
| ----------------------------------- | ----- | --------- |
| Павлюченко 22' (пен.) Погребняк 81' |       | Ледлі 67' |

| Локомотив, Москва Глядачів: 28 000 Арбітр: Дамир Скомина (Словенія) |

| 10 вересня 2008 21:00 UTC+5 |

| Азербайджан | 0 — 0 | Ліхтенштейн |
| ----------- | ----- | ----------- |
|             |       |             |

| Республіканський стадіон імені Тофіка Бахрамова, Баку Глядачів: 25 000 Арбітр: Цвєтан Георгієв (Болгарія) |

| 10 вересня 2008 20:35 UTC+3 |

| Фінляндія                             | 3 — 3 | Німеччина           |
| ------------------------------------- | ----- | ------------------- |
| Юханссон 33' Вайрінен 43' Сьолунд 53' |       | Клозе 38', 45', 83' |

| Олімпійський стадіон Гельсінкі, Гельсінкі Глядачів: 37 150 Арбітр: Віктор Кашшаї (Угорщина) |

| 11 жовтня 2008 17:00 UTC+3 |

| Фінляндія           | 1 — 0 | Азербайджан |
| ------------------- | ----- | ----------- |
| Форсселл 62' (пен.) |       |             |

| Олімпійський стадіон Гельсінкі, Гельсінкі Глядачів: 22 480 Арбітр: Вільям Каллам (Шотландія) |

| 11 жовтня 2008 17:30 UTC+1 |

| Уельс                     | 2 — 0 | Ліхтенштейн |
| ------------------------- | ----- | ----------- |
| Едвардс 42' Фрік 80' (аг) |       |             |

| Мілленіум (стадіон), Кардіфф Глядачів: 13 356 Арбітр: Томас Вейльгард (Данія) |

| 11 жовтня 2008 20:45 UTC+2 |

| Німеччина               | 2 — 1 | Росія       |
| ----------------------- | ----- | ----------- |
| Подольскі 9' Баллак 28' |       | Аршавін 51' |

| Зігналь Ідуна Парк, Дортмунд Глядачів: 65 607 Арбітр: Петер Фрейдфельдт (Швеція) |

| 15 жовтня 2008 19:00 UTC+4 |

| Росія                                       | 3 — 0 | Фінляндія |
| ------------------------------------------- | ----- | --------- |
| Пасанен 23' (аг) Лампі 65' (аг) Аршавін 88' |       |           |

| Локомотив, Москва Глядачів: 28 000 Арбітр: Кірос Вассарас (Греція) |

| 15 жовтня 2008 20:45 UTC+2 |

| Німеччина     | 1 — 0 | Уельс |
| ------------- | ----- | ----- |
| Троховскі 72' |       |       |

| Боруссія Парк, Менхенгладбах Глядачів: 44 500 Арбітр: Лорен Дюамель (Франція) |

| 28 березня 2009 17:00 UTC+3 |

| Росія                      | 2 — 0 | Азербайджан |
| -------------------------- | ----- | ----------- |
| Павлюченко 32' Зирянов 71' |       |             |

| Лужники (стадіон), Москва Глядачів: 62 000 Арбітр: Серж Гуменни (Бельгія) |

| 28 березня 2009 15:00 UTC+0 |

| Уельс | 0 — 2 | Фінляндія               |
| ----- | ----- | ----------------------- |
|       |       | Юханссон 42' Кучі 90+1' |

| Мілленіум (стадіон), Кардіфф Глядачів: 22 604 Арбітр: Едуардо Ітуральде Гонсалес (Іспанія) |

| 28 березня 2009 20:00 UTC+1 |

| Німеччина                                         | 4 — 0 | Ліхтенштейн |
| ------------------------------------------------- | ----- | ----------- |
| Баллак 4' Янсен 9' Швайнштайгер 48' Подольскі 50' |       |             |

| Ред Булл Арена, Лейпциг Глядачів: 43 368 Арбітр: Ігор Іщенко (Україна) |

| 1 квітня 2009 19:30 UTC+2 |

| Ліхтенштейн | 0 — 1 | Росія       |
| ----------- | ----- | ----------- |
|             |       | Зирянов 38' |

| Райнпарк (стадіон), Вадуц Глядачів: 5 679 Арбітр: Девід Маккеон (Ірландія) |

| 1 квітня 2009 19:45 UTC+1 |

| Уельс | 0 — 2 | Німеччина                    |
| ----- | ----- | ---------------------------- |
|       |       | Баллак 11' Williams 48' (аг) |

| Мілленіум (стадіон), Кардіфф Глядачів: 26 064 Арбітр: Терьє Хауге (Норвегія) |

| 6 червня 2009 20:00 UTC+5 |

| Азербайджан | 0 — 1 | Уельс       |
| ----------- | ----- | ----------- |
|             |       | Едвардс 42' |

| Республіканський стадіон імені Тофіка Бахрамова, Баку Глядачів: 26 728 Арбітр: Маркус Стромбергссон (Швеція) |

| 6 червня 2009 19:00 UTC+3 |

| Фінляндія                 | 2 — 1 | Ліхтенштейн |
| ------------------------- | ----- | ----------- |
| Форсселл 33' Юханссон 71' |       | Фрік 13'    |

| Олімпійський стадіон Гельсінкі, Гельсінкі Глядачів: 20 319 Арбітр: Лібор Коваржик (Чехія) |

| 10 червня 2009 20:30 UTC+3 |

| Фінляндія | 0 — 3 | Росія                         |
| --------- | ----- | ----------------------------- |
|           |       | Кержаков 26', 53' Зирянов 71' |

| Олімпійський стадіон Гельсінкі, Гельсінкі Глядачів: 37 028 Арбітр: Конрад Плауц (Австрія) |

| 12 серпня 2009 21:00 UTC+5 |

| Азербайджан | 0 — 2 | Німеччина                  |
| ----------- | ----- | -------------------------- |
|             |       | Швайнштайгер 11' Klose 53' |

| Республіканський стадіон імені Тофіка Бахрамова, Баку Глядачів: 22 500 Арбітр: Алан Келлі (Ірландія) |

| 5 вересня 2009 20:00 UTC+5 |

| Азербайджан | 1 — 2 | Фінляндія                |
| ----------- | ----- | ------------------------ |
| Мамедов 49' |       | Тіхінен 74' Юханссон 85' |

| Lankaran City Stadium, Ленкорань Глядачів: 12 000 Арбітр: Стеліос Тріфонсон (Кіпр) |

| 5 вересня 2009 19:00 UTC+4 |

| Росія                                             | 3 — 0 | Ліхтенштейн |
| ------------------------------------------------- | ----- | ----------- |
| Березуцький 17' Павлюченко 40' (пен.), 45' (пен.) |       |             |

| Петровський (стадіон), Санкт-Петербург Глядачів: 20 500 Арбітр: Аугустус Константін (Румунія) |

| 9 вересня 2009 19:30 UTC+2 |

| Ліхтенштейн    | 1 — 1 | Фінляндія           |
| -------------- | ----- | ------------------- |
| Польверіно 75' |       | Літманен 74' (пен.) |

| Райнпарк (стадіон), Вадуц Глядачів: 3 132 Арбітр: Ново Паніч (Bosnia and Herzegovina) |

| 9 вересня 2009 20:45 UTC+2 |

| Німеччина                                      | 4 — 0 | Азербайджан |
| ---------------------------------------------- | ----- | ----------- |
| Баллак 14' (пен.) Клозе 55', 65' Подольскі 71' |       |             |

| АВД-Арена, Ганновер Глядачів: 35 369 Арбітр: Анастасіос Какос (Греція) |

| 9 вересня 2009 19:45 UTC+1 |

| Уельс       | 1 — 3 | Росія                                     |
| ----------- | ----- | ----------------------------------------- |
| Коллінз 53' |       | Сємшов 36' Ігнашевич 71' Павлюченко 90+1' |

| Мілленіум (стадіон), Кардіфф Глядачів: 14 505 Арбітр: Жорже Соуза (Португалія) |

| 10 жовтня 2009 17:00 UTC+3 |

| Фінляндія                 | 2 — 1 | Уельс       |
| ------------------------- | ----- | ----------- |
| Порокара 5' Мойсандер 77' |       | Белламі 17' |

| Олімпійський стадіон Гельсінкі, Гельсінкі Глядачів: 14 000 Арбітр: Милорад Мажич (Сербія) |

| 10 жовтня 2009 19:00 UTC+4 |

| Росія | 0 — 1 | Німеччина |
| ----- | ----- | --------- |
|       |       | Клозе 35' |

| Лужники (стадіон), Москва Глядачів: 72 100 Арбітр: Массімо Бузакка (Швейцарія) |

| 10 жовтня 2009 20:00 UTC+2 |

| Ліхтенштейн | 0 — 2 | Азербайджан              |
| ----------- | ----- | ------------------------ |
|             |       | Джавадов 55' Мамедов 82' |

| Райнпарк (стадіон), Вадуц Глядачів: 1 635 Арбітр: Павле Радовановіч (Чорногорія) |

| 14 жовтня 2009 21:00 UTC+5 |

| Азербайджан  | 1 — 1 | Росія       |
| ------------ | ----- | ----------- |
| Джавадов 54' |       | Аршавін 13' |

| Республіканський стадіон імені Тофіка Бахрамова, Баку Глядачів: 17 000 Арбітр: Говард Вебб (Англія) |

| 14 жовтня 2009 18:00 UTC+2 |

| Німеччина     | 1 — 1 | Фінляндія    |
| ------------- | ----- | ------------ |
| Подольскі 90' |       | Юханссон 11' |

| Імтех-Арена, Гамбург Глядачів: 51 500 Арбітр: Мартін Аткінсон (Англія) |

| 14 жовтня 2009 20:00 UTC+2 |

| Ліхтенштейн | 0 — 2 | Уельс              |
| ----------- | ----- | ------------------ |
|             |       | Воун 16' Ремзі 80' |

| Райнпарк (стадіон), Вадуц Глядачів: 1 858 Арбітр: Стен Калдма (Естонія) |